# Tephrina inassuata
Tephrina inassuata là một loài bướm đêm trong họ Geometridae.